# Ерик Хасли
Ерик Хасли (фр. Eric Hassli; Саргемин, 3. мај 1981) је француски бивши фудбалер.
Каријеру је започео у родном граду у клубу ФК Саргемин. Први професионални клуб му је Мец. Играо је у Француској, Енглеској, Швајцарској и најзад – Канади и Америци.